# Šola za rezervne častnike vez Jugoslovanske ljudske armade
Šola za rezervne častnike vez JLA (srbohrvaško: Škola za rezervne oficire veze JNA) je bila specialistična vojaška šola za rezervne častnike Jugoslovanske ljudske armade.
Kandidati za šolo so morali imeti končano srednjo tehnično šolo ali biti študentje oz. diplomiranci elektrotehniške fakultete ali biti kvalificirani delavci z industrijsko šolo. 
Šolanje je trajalo leto dni; od tega so pol leta preživeli v šoli in pol leta pa so stažirali v enotah. 